# Stephanie Venier
Stephanie Venier (ur. 19 grudnia 1993 w Innsbrucku) – austriacka narciarka alpejska, trzykrotna medalistka mistrzostw świata seniorów i juniorów.

## Kariera
Po raz pierwszy na arenie międzynarodowej Stephanie Venier pojawiła się 9 grudnia 2008 roku w Jerzens, gdzie w zawodach FIS Race zajęła 35. miejsce w slalomie. W 2012 roku wystartowała na mistrzostwach świata juniorów w Roccaraso, gdzie jej najlepszym wynikiem było dziewiętnaste miejsce w supergigancie. Jeszcze dwukrotnie startowała na imprezach tego cyklu, największe sukcesy osiągając podczas mistrzostw świata juniorów w Québecu w 2013 roku, gdzie zdobyła dwa medale. Najpierw zwyciężyła w supergigancie, wyprzedzając bezpośrednio Corinne Suter ze Szwajcarii oraz swą rodaczkę, Rosinę Schneeberger. Następnie zajęła drugie miejsce w zjeździe, rozdzielając na podium dwie Francuzki: Jennifer Piot oraz Romane Miradoli. Zdobyła także srebrny medal w supergigancie podczas rozgrywanych rok później mistrzostw świata juniorów w Jasnej, plasując się między Suter a Schneeberger.
W zawodach Pucharu Świata zadebiutowała 12 stycznia 2013 roku w St. Anton, zajmując 39. miejsce w zjeździe. Pierwsze pucharowe punkty wywalczyła 30 listopada 2013 roku w Beaver Creek, gdzie zajęła 27. miejsce w supergigancie. Na podium zawodów tego cyklu po raz pierwszy stanęła 22 stycznia 2017 roku w Garmisch-Partenkirchen, kończąc supergiganta na drugiej pozycji. W zawodach tych rozdzieliła Szwajcarkę Larę Gut i Tinę Weirather z Liechtensteinu. W styczniu 2019 roku odniosła swoje pierwsze zwycięstwo w zawodach Pucharu Świata - zjazd w Garmisch-Partenkirchen. W sezonie 2018/2019 była druga w klasyfikacji zjazdu, a w klasyfikacji generalnej zajęła dziewiąte miejsce.
W 2017 roku wystartowała na mistrzostwach świata w Sankt Moritz, zdobywając srebrny medal w zjeździe. Uplasowała się tam o 0,40 sekundy za Ilką Štuhec ze Słowenii. Na rozgrywanych osiem lat później mistrzostwach świata w Saalbach-Hinterglemm zdobyła złoty medal w supergigancie. Na podium wyprzedziła Włoszkę Federicę Brignone oraz Lauren Macuga z USA i Norweżkę Kajsę Vickhoff Lie. Na tej samej imprezie zdobyła brąz w kombinacji drużynowej.

## Osiągnięcia

### Igrzyska olimpijskie
| Miejsce | Dzień     | Rok  | Miejscowość | Konkurencja     | Czas biegu | Strata | Zwyciężczyni   |
| ------- | --------- | ---- | ----------- | --------------- | ---------- | ------ | -------------- |
| DNF     | 21 lutego | 2018 | Pjongczang  | Zjazd           | 1:39,22    | -      | Sofia Goggia   |
| DNS1    | 22 lutego | 2018 | Pjongczang  | Superkombinacja | 2:20,90    | -      | Michelle Gisin |

### Mistrzostwa świata
| Miejsce | Dzień     | Rok  | Miejscowość        | Konkurencja          | Czas biegu | Strata | Zwyciężczyni       |
| ------- | --------- | ---- | ------------------ | -------------------- | ---------- | ------ | ------------------ |
| 7.      | 7 lutego  | 2017 | Sankt Moritz       | Supergigant          | 1:21,34    | +0,77  | Nicole Schmidhofer |
| 2.      | 12 lutego | 2017 | Sankt Moritz       | Zjazd                | 1:32,85    | +0,40  | Ilka Štuhec        |
| DNF     | 5 lutego  | 2019 | Åre                | Supergigant          | 1:04,89    | -      | Mikaela Shiffrin   |
| 4.      | 10 lutego | 2019 | Åre                | Zjazd                | 1:01,74    | +0,53  | Ilka Štuhec        |
| 20.     | 11 lutego | 2021 | Cortina d’Ampezzo  | Supergigant          | 1:25,51    | +2,03  | Lara Gut-Behrami   |
| 7.      | 11 lutego | 2023 | Courchevel/Méribel | Zjazd                | 1:28,03    | +0,57  | Jasmine Flury      |
| 1.      | 6 lutego  | 2025 | Saalbach           | Supergigant          | 1:20,47    | -      | -                  |
| 9.      | 6 lutego  | 2025 | Saalbach           | Zjazd                | 1:41,29    | +0,99  | Breezy Johnson     |
| 3.      | 11 lutego | 2025 | Saalbach           | Kombinacja drużynowa | 2:40,89    | +0,53  | Stany Zjednoczone  |

### Mistrzostwa świata juniorów
| Miejsce | Dzień     | Rok  | Miejscowość | Konkurencja     | Czas biegu | Strata | Zwyciężczyni       |
| ------- | --------- | ---- | ----------- | --------------- | ---------- | ------ | ------------------ |
| DNF2    | 1 marca   | 2012 | Roccaraso   | Slalom          | 1:42,69    | -      | Stephanie Brunner  |
| 29.     | 3 marca   | 2012 | Roccaraso   | Gigant          | 2:45,02    | +5,73  | Ragnhild Mowinckel |
| 19.     | 5 marca   | 2012 | Roccaraso   | Supergigant     | 1:06,99    | +1,04  | Annie Winquist     |
| 25.     | 22 lutego | 2013 | Québec      | Gigant          | 2:22,23    | +2,80  | Lisa-Maria Zeller  |
| 1.      | 24 lutego | 2013 | Québec      | Supergigant     | 1:00,89    | -      | -                  |
| 2.      | 26 lutego | 2013 | Québec      | Zjazd           | 1:11,18    | +0,04  | Jennifer Piot      |
| 2.      | 3 marca   | 2014 | Jasná       | Supergigant     | 1:14,71    | +0,47  | Corinne Suter      |
| 24.     | 3 marca   | 2014 | Jasná       | Superkombinacja | 2:11,34    | +4,28  | Elisabeth Kappauer |
| 5.      | 5 marca   | 2014 | Jasná       | Zjazd           | 1:24,19    | +1,48  | Corinne Suter      |

### Puchar Świata

#### Miejsca w klasyfikacji generalnej
- sezon 2012/2013: 117.
- sezon 2013/2014: 98.
- sezon 2014/2015: 101.
- sezon 2015/2016: 46.
- sezon 2016/2017: 16.
- sezon 2017/2018: 27.
- sezon 2018/2019: 9.
- sezon 2019/2020: 14.
- sezon 2020/2021: 44.
- sezon 2021/2022: 46.
- sezon 2022/2023: 32.
- sezon 2023/2024: 10.
- sezon 2024/2025:

#### Miejsca na podium w zawodach
1. Garmisch-Partenkirchen – 22 stycznia 2017 (supergigant) – 2. miejsce
2. Crans-Montana – 25 lutego 2017 (zjazd) – 3. miejsce
3. Cortina d’Ampezzo – 18 stycznia 2019 (zjazd) – 3. miejsce
4. Garmisch-Partenkirchen – 27 stycznia 2019 (zjazd) – 1. miejsce
5. Lake Louise – 6 grudnia 2019 (zjazd) – 3. miejsce
6. Crans-Montana – 21 lutego 2020 (zjazd) – 3. miejsce
7. Kvitfjell – 5 marca 2023 (supergigant) – 2. miejsce
8. Altenmarkt-Zauchensee – 13 stycznia 2024 (zjazd) – 2. miejsce
9. Cortina d’Ampezzo – 26 stycznia 2024 (zjazd) – 1. miejsce
10. Cortina d’Ampezzo – 28 stycznia 2024 (supergigant) – 2. miejsce
11. Altenmarkt-Zauchensee – 12 stycznia 2025 (supergigant) – 2. miejsce